# Maison Gerbollier
Das Maison Gerbollier, auch Casa Viard, ist ein mittelalterliches, festes Haus über dem Hauptort der Gemeinde La Salle im Aostatal. Dort sind heute das Rathaus und die Bibliothek untergebracht.

## Geschichte

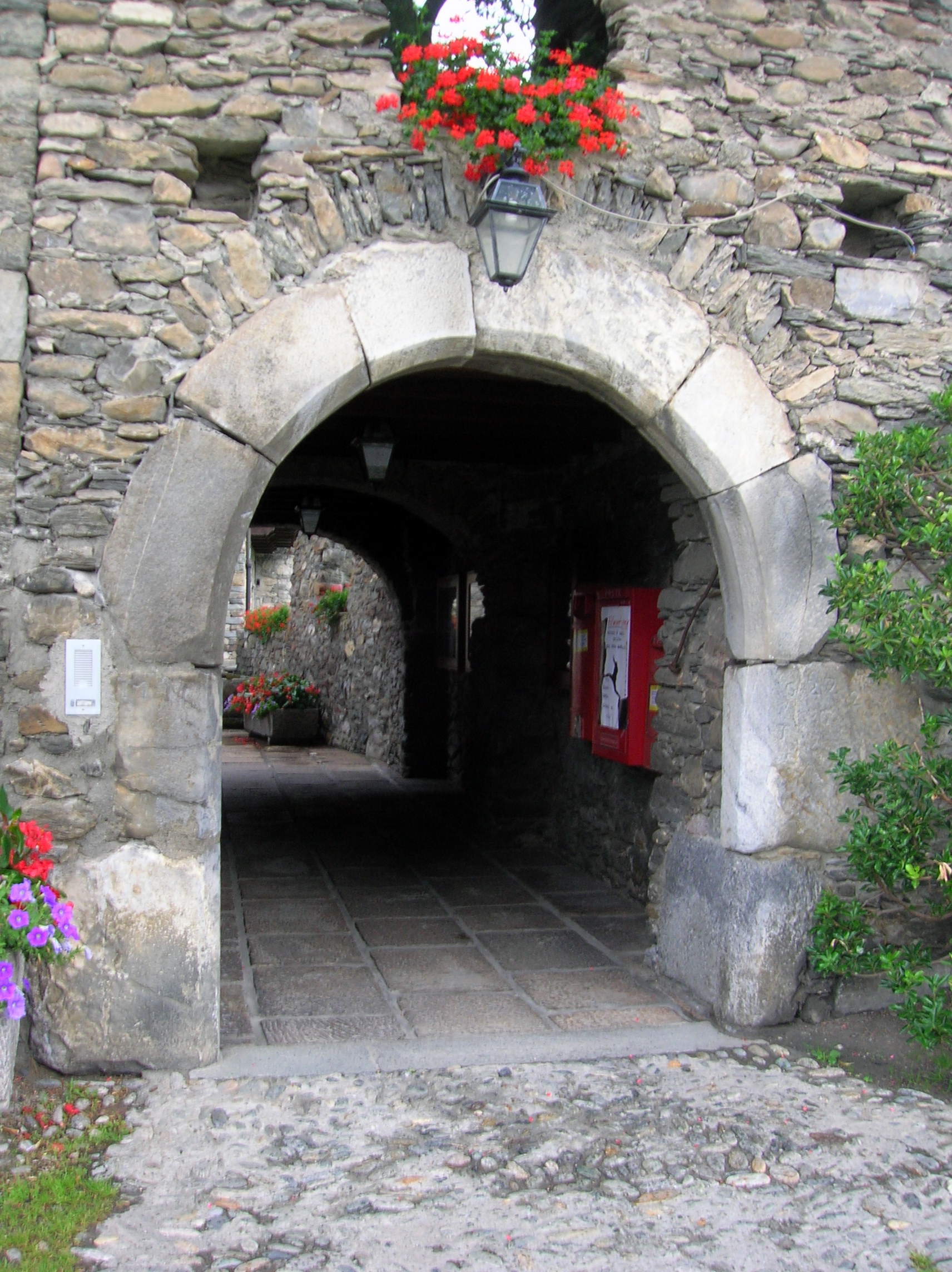
Das Eingangstor

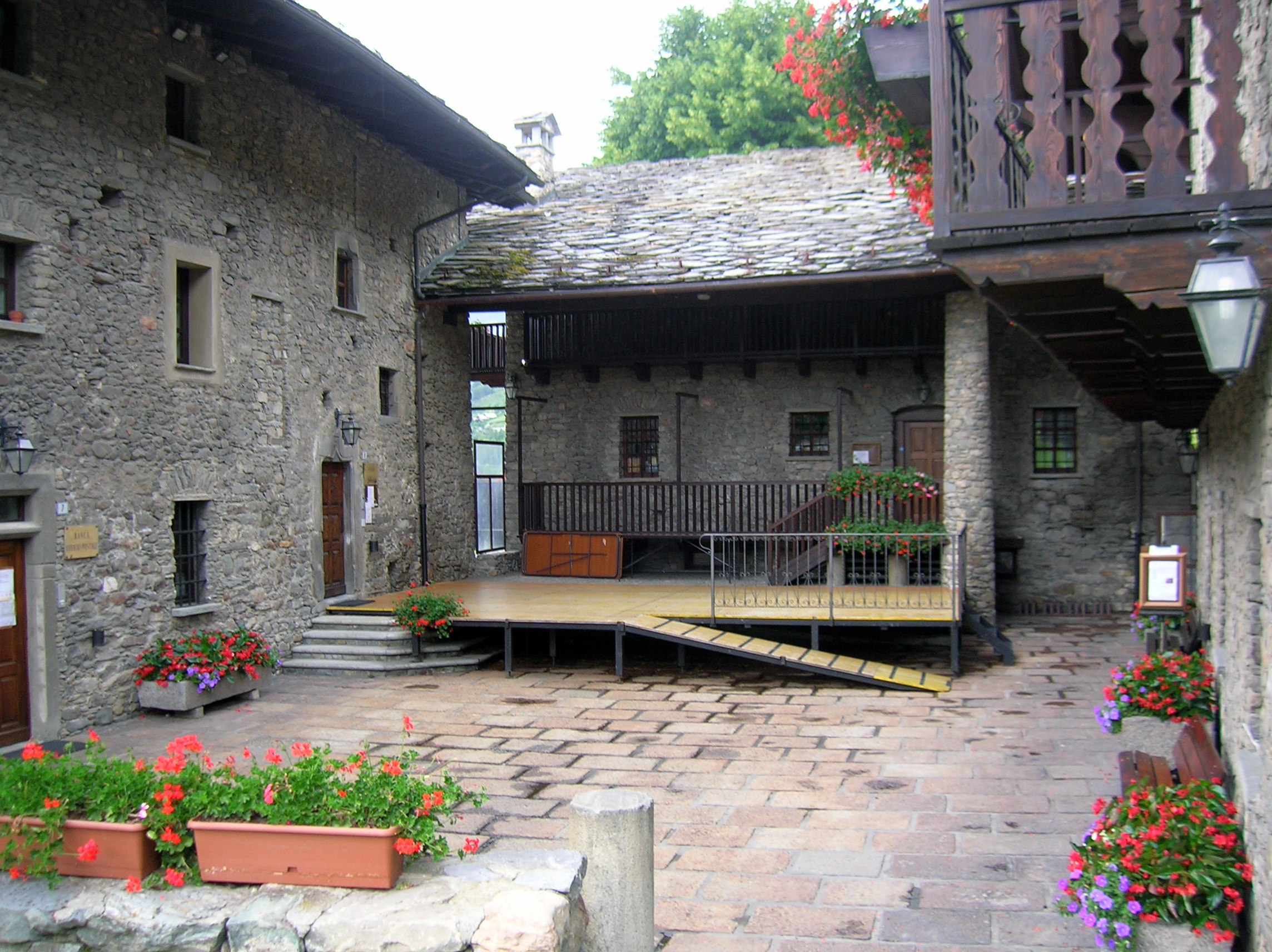
Der Innenhof

Das Maison Gerbollier, das aus dem 16. Jahrhundert stammt, gehörte der Adelsfamilie Viard, die in La Salle vom 13. bis zum Beginn des 16. Jahrhunderts ansässig war. Es trägt aber den Namen der Gerbolliers, die aus Valgrisenche stammen, die durch die Heirat zwischen der letzten Viard-Erbin, Stefania, und einem adligen Gerballa in den Besitz des Hauses kamen. Später veränderten die Erben des Anwesens ihren Namen von „Gerballa“ in „Gerbollier“.
Das feste Haus wurde zwischen  1713 und 1819 wichtigen Eingriffen unterzogen. Der letzte Erbe, Cassiano Gerbollier, gab das Haus 1859 an die Gemeinde ab, wie auch auf einer Steintafel am Gebäude vermerkt ist.
Die letzte Restaurierung ließ die Gemeindeverwaltung in den 1980er-Jahren vornehmen.
Im Sommer finden dort Veranstaltungen und Kundgebungen statt.

## Beschreibung
Das Maison Gerbollier besteht aus einem Turm und einem Innenhof, umgeben von verschiedenen Gebäuden. Bemerkenswert sind ein gotisches Fenster, umrahmt von Werksteinen und das Eingangstor auf der Südseite, ebenfalls in Stein.